# Lingua mazanderani
La lingua mazanderani (مازندرانی) o tabari (طبری) è una lingua iranica del ramo occidentale, parlato dal popolo mazanderani, principalmente nelle regioni iraniane del Mazandaran, di Tehran e del Golestan. La lingua è strettamente imparentata con il gilaki, con il quale ha molte parole in comune. È inoltre strettamente legato con il persiano, il quale, tuttavia, appartiene al ramo meridionale.

## Etimologia
Il nome mazanderani deriva dal nome della storica regione del Mazandaran ("Mazerun" in lingua mazanderani), parte del Regno di Tapuria. Il nome tapuri (o tabari) era il nome di un antico linguaggio nella regione della Tapuria.

## Storia
Fra i linguaggi iranici, il mazanderani possiede una delle più lunghe tradizioni scritte, con testi risalenti al decimo secolo.
La ricca letteratura di questa lingua include libri come Marzban Nameh. Tuttavia l'uso del mazanderani è in calo in favore del persiano.